# Young at Heart
Young at Heart från 2015 är ett musikalbum med den svenska jazzsångaren Ida Sand.

## Låtlista
Text och musik är skriven av Neil Young om inget annat anges.
1. Cinnamon Girl – 3:33
2. Hey Hey, My My – 3:14
3. Don't Let It Bring You Down – 4:25
4. Harvest Moon – 4:45
5. Woodstock (Joni Mitchell) – 3:24
6. Birds – 3:30
7. Only Love Can Break Your Heart – 3:48
8. Ohio – 4:02
9. Old Man – 3:29
10. Helpless – 4:32
11. War of Man – 4:16
12. One of These Days – 4:22
13. Sea of Madness – 3:30

## Medverkande
- Ida Sand – sång, piano
- Jesper Nordenström – keyboards
- Ola Gustafsson – gitarr
- Dan Berglund – bas
- Christer Jansson – trummor, slagverk
- Sven Lindvall – elbas
- Per "Texas" Johansson – tenorsax
- Nils Landgren – trombon, sång
- André de Lang – kör
- Paris Renita – kör
- Bo Sundström – sång (spår 10)

## Mottagande
Albumet fick ett gott mottagande och har medelbetyget 4/5 baserat på två recensioner.

## Listplaceringar
| Lista (2015) | Topplacering |
| ------------ | ------------ |
| Sverige      | 52           |